# Акчокрак
Акчокрак (укр. Акчокрак) — река в Приазовском районе Запорожской области. Впадает в Азовское море.

## Характеристика
Река расположена в юго-западной части Причерноморской низменности. Длина 27 км. Площадь водосборного бассейна — 160 км². Уклон 1,2 м/км. Впадает в реку Домузла на расстоянии 1,8 км от устья последней.
Долина V-образная, шириной до 2 км. Ширина русла в среднем 2 м. Летом почти на всем промежутке пересыхает. Минерализация до 300—350 мг/л (в паводок). Использование реки частичное, на орошение; сооружено несколько прудов.

## Происхождение названия
Название реки происходит от тюркских слов «ак» (течь, также омоним белый) и «чокрак» (источник, здоровая вода).

## Населённые пункты
Протекает через сёла Новопокровка, Добровка, Георгиевка и Девнинское.